# Villa Frau Alfred Knorr

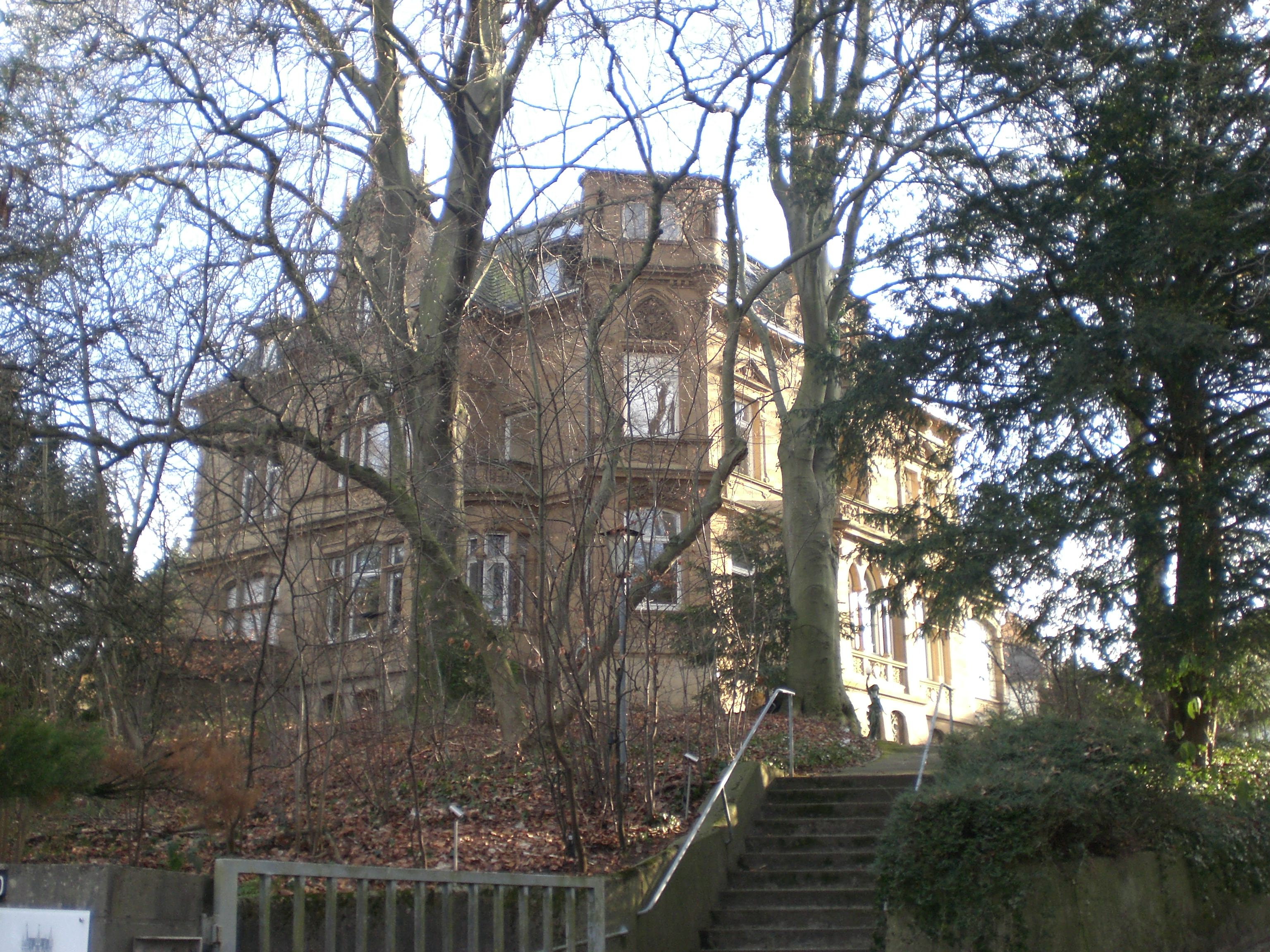
Villa Knorr, Bismarckstr. 50, NW-Ecke

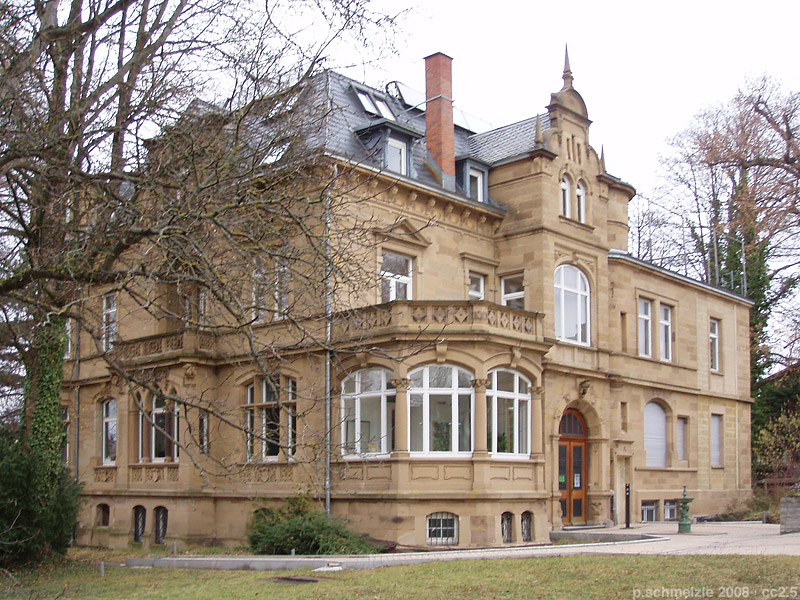
Villa Knorr, Bismarckstr. 50, SW-Ecke

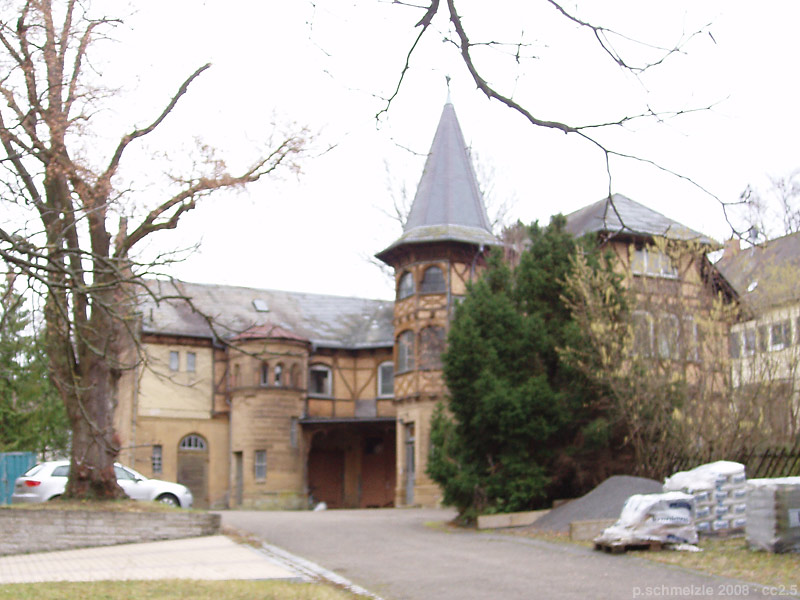
Wirtschaftsgebäude der Villa Knorr in der Bismarckstr. 50a

Wendeltreppe in der Villa von Frau Alfred Knorr in Heilbronn. Entworfen und ausgeführt von Fa. August Stotz und Söhne, Heilbronn

Portal der Villa, Foto von 1910

Die Villa Frau Alfred Knorr steht an der Bismarckstraße 50 in Heilbronn. Das erhöht stehende Gebäude von 1896 steht als Beispiel für den Villenbau des späten Historismus unter Denkmalschutz.

## Geschichte
Die Villa wurde im Jahr 1896 von Ernst Walter und Karl Luckscheiter für Marie Therese Knorr, geborene Rupfer (* 29. Oktober 1854; † 16. September 1936 in Heilbronn), Witwe des Fabrikanten Alfred Knorr (* 28. November 1846 in Heilbronn; † 28. Mai 1895 in Heilbronn), errichtet. Die Baukosten betrugen 200.000 Goldmark. Zu den am Bau beteiligten Handwerkern zählte der Kunstschmied August Stotz, der u. a. die Wendeltreppe sowie das Tor zum Grundstück fertigte.
Nach dem Tod von Therese Knorr verkaufte ihre Tochter Anna Keiper-Knorr die Villa 1937 für 136.000 Reichsmark an die Wehrmacht. Nach dem Zweiten Weltkrieg ging das Gebäude in Bundesbesitz über. Ab 1947 war darin für einige Jahre das Landgericht Heilbronn untergebracht, später wurde es bis 1994 als Kreiswehrersatzamt genutzt. 1996 wurde die Villa vom Bundesvermögensamt an einen privaten Eigentümer verkauft, der sie über mehrere Jahre aufwändig restaurieren ließ.

## Beschreibung
Das Gebäude ist eine typische herrschaftliche Villa des Späthistorismus mit Ornamenten aus Gotik und Renaissance. Die Villa ist von einem 4.767 m² großen Park mit altem Baumbestand umgeben. Im Jahr 1904 wurde hinter der Villa noch ein ebenfalls im Stil des Historismus ausgeführtes Wirtschaftsgebäude (Nr. 50a), ein Kutscherhaus mit markantem Spitzturm, erbaut.

Im Kunsthistorischen Gebäudeinventar des Stadtarchivs Heilbronn ist die Villa wie folgt beschrieben:

„Das zweigeschossige Gebäude besteht außen ganz aus Sandstein. An der Nordseite ist die Mitte risalit-artig betont und wird von einem reich ausgestaltetem Ziergiebel bekrönt. Darin steht in einer Nische die Statue eines Mannes. An der Nordwestecke springt eine rechteckige Veranda vor; sie ist durch ein turmartiges drittes Geschoss erhöht. An der Westseite befindet sich in der Mitte gleichfalls eine Veranda mit dreifachem Spitzbogen-Fenster, darüber im ersten Stock eine Loggia und im Dachgeschoss gleichfalls ein kleiner Ziergiebel. Die Südseite weist ebenfalls einen bis über den Dachfirst hochgezogenen Ziergiebel auf. An der Südwestecke schließt eine große Veranda im EG an. Darauf befindet sich im ersten Stock eine große Terrasse. Das weit vorragende Dachgesims wird ringsum von reich verzierten Konsolen getragen. Der rechteckige, zweigeschossige Anbau an der Südostecke wurde 1904 durch A. Braunwald angefügt. Damals wurde auch das Nebengebäude (Nr. 50 a) errichtet.“

An der Nordwestecke des Gebäudes befindet sich außen über dem Fenster des zweiten Geschosses ein in Sandstein gehauenes Familienwappen, das von einem gotischen Spitzbogen umrahmt ist. Dieses Wappen zeigt links drei Hände, die jeweils einen Fisch umklammern, und rechts Alfred Knorrs Initialen 'AK'. Außerdem befand sich früher am Zufahrtstor zu dem Anwesen ein Namensschild mit der Aufschrift 'Frau Alfred Knorr'.